# Organovo
Organovo ist ein US-amerikanisches medizinisches Labor- und Forschungsunternehmen, das 2007 gegründet wurde, seit 2012 an der amerikanischen Technologiebörse NASDAQ unter dem Kennzeichen ONVO gelistet ist und seinen Hauptsitz in San Diego, Kalifornien hat. Das Unternehmen nutzt seinen intern entwickelten NovoGen MMX Bioprinter für 3D Bioprinting.

## Tätigkeitsgebiet
Organovo entwickelt funktionelles, dreidimensionales menschliches Gewebe (auch bekannt als 3D Bioprinting-Technologie) für die medizinische Forschung und verschiedene therapeutische Anwendungen.
Organovo entwickelt seine Technologie in der Absicht, einmal in der Lage zu sein, komplette menschliche Organe für die Transplantation zu reproduzieren.
2015 unterzeichnete Organovo eine Vereinbarung mit L’Oréal, ihre Technologie zur Produktion menschlicher Haut zu nutzen, um damit die Sicherheit und Wirksamkeit von kosmetischen Produkten zu testen.
Noch verdient Organovo kein Geld, sondern schreibt Verluste. Die kumulierten Verluste von Organovo betrugen Ende 2016 ca. 90 Mio. US-Dollar.